# Toshiko Ueda
Vous lisez un « bon article » labellisé en 2022.
Pour les articles homonymes, voir Ueda (homonymie).
Toshiko Ueda (上田トシコ, Ueda Toshiko) est une mangaka japonaise, née le 14 août 1917 à Tokyo où elle est morte le 7 mars 2008. Son œuvre la plus célèbre est le manga humoristique Fuichin-san, une histoire située en Mandchourie où une jeune fille doit s'occuper d'un petit garçon espiègle.
Après un apprentissage auprès du mangaka Katsuji Matsumoto, Ueda publie ses premiers mangas en 1937 ; comme son mentor, elle dessine principalement des mangas humoristiques, aussi bien dans les magazines shōjo que dans la presse généraliste. Avec sa consœur Machiko Hasegawa, elle est l'une des rares femmes mangakas à avoir commencé sa carrière avant la Seconde Guerre mondiale tout en ayant réussi à connaître le succès après-guerre.
Elle a grandi dans l'empire du Japon, entre la Mandchourie et le Japon ; son expérience de vie heureuse sur le continent colonisé, et par contraste les affres de l'évacuation de la Mandchourie qu'elle a vécues, ont profondément marqué son œuvre, particulièrement joyeuse et lumineuse.
Elle meurt d'une défaillance cardiaque à l'âge de 90 ans, alors qu'elle travaille sur le manga Ako-bāchan depuis trente-cinq ans.

## Biographie

### Jeunesse, 1917-1935
Toshiko Ueda est née le 14 août 1917 à Tokyo, mais ses parents l'emmènent vivre à Harbin en Mandchourie, quelques jours seulement après sa naissance. Le père de la famille Ueda est un homme d'affaires prospère qui travaille avec la société des chemins de fer de Mandchourie du Sud ; Toshiko Ueda grandit ainsi à Harbin avec ses deux parents, une grande sœur, un petit frère et un serviteur et apprend à parler aussi bien le japonais que le chinois,. Lorsque Ueda termine l'école primaire en 1929, sa mère l'amène à Tokyo pour la scolariser dans l'académie pour filles Shōei (頌栄高女).
Lors de sa scolarité à Tokyo, Ueda découvre dans les pages du magazine Shōjo gahō la série manga Poku-chan (ポクちゃん) de Katsuji Matsumoto ; elle décide alors de devenir elle aussi une dessinatrice de manga,. Il s'agit d'un choix particulièrement inhabituel pour une femme de l'époque, et son père voit cette décision d'un mauvais œil.

### Début de carrière, 1935-1943
À l'âge de 17 ans, en 1935, Ueda parvient à rencontrer Matsumoto par l'intermédiaire d'une connaissance de son frère, et elle le convainc de la prendre comme apprentie. Grâce à cet apprentissage, elle est finalement invitée à dessiner des illustrations pour le Shōgaku rokunensei (小学六年生), magazine scolaire de Shōgakukan, puis elle publie en 1937 sa première série manga Kamuro-san (かむろさん) dans le Shōjo gahō. Ceci fait d'elle l'une des toutes premières femmes mangakas, avec Machiko Hasegawa qui a débuté deux ans auparavant. Sa première œuvre terminée, Ueda dessine ensuite la série Buta to kūnyan (ブタとクーニャン) dans le quotidien Tokyo nichi nichi shinbun pendant une année.
Après la fin de la publication de Buta to kūnyan, elle intègre un atelier de croquis de style occidental pour parfaire sa technique ; elle y étudie pendant trois ans auprès des peintres Junkichi Mukai et Conrad Meili. Elle continue ensuite à créer des illustrations et mangas pour différents magazines, vivant seule à Tokyo. Toutefois en 1943 sa santé se détériore, et le dessinateur de presse Hidezō Kondō lui explique qu'elle serait « trop naïve pour pouvoir devenir mangaka » et qu'elle devrait d'abord « travailler et voir le monde » ; elle décide alors de rejoindre sa famille à Harbin pour y travailler et ainsi engranger une expérience de vie.

### Intermède, 1943-1951

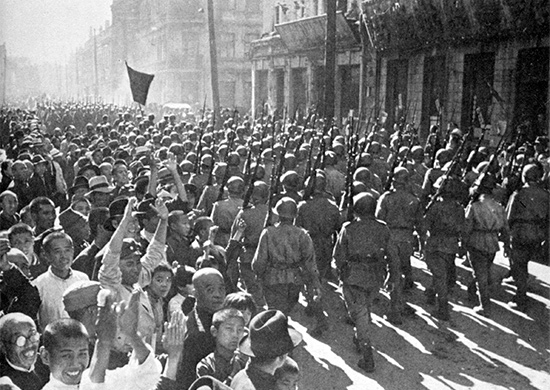
Les troupes soviétiques défilent dans la ville de Harbin, le 21 août 1945.

À Harbin, Ueda travaille dans la société des chemins de fer de Mandchourie du Sud, puis dans un journal local, tout en dessinant divers posters, mais la vie de l'autrice change brusquement lorsque le 9 août 1945, l'Armée rouge attaque la Mandchourie ; les forces japonaises stationnées sur place se font rapidement écraser par les communistes. Les soviétiques se retirent ensuite pour laisser la 8e armée de route de Mao Zedong investir la Mandchourie ; face à la répression maoïste, la famille Ueda trouve refuge chez des amis chinois qui les hébergent jusqu'en 1946, après quoi ils sont contraints de fuir. Les Ueda tentent de revenir au Japon, mais le père de la famille est capturé par les maoïstes, qui l'accusent d'être un criminel économique de guerre ; il sera exécuté après quelques jours de détention, mais le reste de la famille Ueda ne l'apprendra que trois ans plus tard,.
De retour au Japon en 1946, elle doit subvenir aux besoins de sa famille ; elle est engagée par la radio publique NHK pour travailler avec la section Civil Information and Education (CIE) du commandement suprême des forces alliées afin de vanter la démocratie souhaitée par les États-Unis,. À côté de ce travail, elle dessine des illustrations et des mangas, comme Okinu-chan (お絹ちゃん) ou Meiko hogaraka nikki (メイコ朗らか日記), pour le magazine Shōjo Romance (少女ロマンス) à partir de 1949,. En 1951, le Shōjo Romance cesse d'être publié, et la NHK lui demande de partir travailler aux États-Unis, ce qu'elle refuse, provoquant sa démission,. Elle se marie alors, mais ne parvient pas à accepter son nouveau rôle de femme au foyer ; elle divorce très rapidement, retrouvant ainsi son indépendance.

### Suite et fin de carrière, 1951-2008
Constatant qu'il est désormais tout à fait possible pour une femme de vivre de ses mangas grâce à l'exemple de Machiko Hasegawa, devenue particulièrement célèbre avec sa série Sazae-san, Ueda retourne à son activité de départ : dessiner des mangas. Ainsi en 1951 elle publie le manga Boku-chan (ぼくちゃん) dans le magazine Shōjo Book. Elle publie ensuite Bonko-chan (ぼんこちゃん) entre 1955 et 1961 dans les pages du magazine Ribon ; la popularité de l'œuvre est suffisamment importante pour que son héroïne devienne la mascotte du magazine le temps de sa publication.
En parallèle de Bonko-chan, l'autrice dessine Fuichin-san pour le magazine Shōjo Club entre 1957 et 1962. La série rencontre un succès encore plus important et devient l'œuvre représentative de Toshiko Ueda ; là encore l'héroïne du manga est choisie pour être la mascotte du magazine.
Forte de ces deux succès, elle dessine ensuite de nombreux mangas dans les magazines shōjo ainsi que dans la presse généraliste, toujours avec un certain succès. La notoriété acquise n'empêche toutefois pas Ueda de se sentir quelque peu dépassée par sa consœur Hasegawa. Finalement, Ueda se concentre uniquement au dessin de la série Ako-bāchan (あこバアチャン), publiée à partir de 1973 dans la revue Ashita no tomo (明日の友), un magazine d'art de vivre pour femmes âgées.
Elle meurt le 7 mars 2008 d'une défaillance cardiaque à l'âge de 90 ans, alors qu'elle travaille toujours sur Ako-bāchan.

## Œuvre

### Des mangas lumineux
L'œuvre de Toshiko Ueda est décrite comme lumineuse, énergique et humoristique, ; la mangaka raconte qu'elle a appris de son rapatriement depuis la Mandchourie que l'humour est le principal nutriment de l'esprit.
Ses mangas sont essentiellement des tranches de vie, à tendance humoristique ou éducative ; l'autrice explique que pour élaborer de telles œuvres, elle doit se maintenir au courant de l'actualité, en allant de la politique ou du sport, jusqu'au prix des produits de supermarché. Elle lit ainsi de nombreux journaux et passe beaucoup de temps à faire les boutiques et à discuter avec des personnes afin de capter des sujets potentiels.
Du fait que le titre de la plupart de ses œuvres soit construit à partir du nom du personnage principal auquel est ajouté un suffixe honorifique — Fuichin-san, Bonko-chan, Ohatsu-chan, etc., Ueda gagne dans l'industrie le surnom de « mangaka chan-chan », d'après le suffixe chan.

### Style
Ayant commencé le dessin de manga avant la guerre sous le patronage de Katsuji Matsumoto et de peintres au style occidental, Ueda appartient à une école pré-datant celle d'Osamu Tezuka ; son style se démarque nettement des autres mangas des années 1950, shōjo ou non, qui s'inscrivent globalement dans le style dynamique de Tezuka. Le journaliste Kanta Ishida souligne qu'elle possède néanmoins sa propre façon de dépeindre les traits dynamiques.
L'artiste Yoshitomo Nara note quant à lui l'influence des peintres chez qui elle a étudié, donnant à son trait un aspect « artistique », « intemporel » et bien plus « moderne » que la plupart des mangas des années 1950. Nara rapproche ainsi les traits de la mangaka aux courbes de certaines sculptures comme celles d'Auguste Rodin.
Toshiko Ueda précise qu'elle cherche à rendre ses dessins vivants et elle considère que ses traits doivent être inimitables, car ils constitueraient l'énergie vitale de l'œuvre.

### Mémoires de Mandchourie

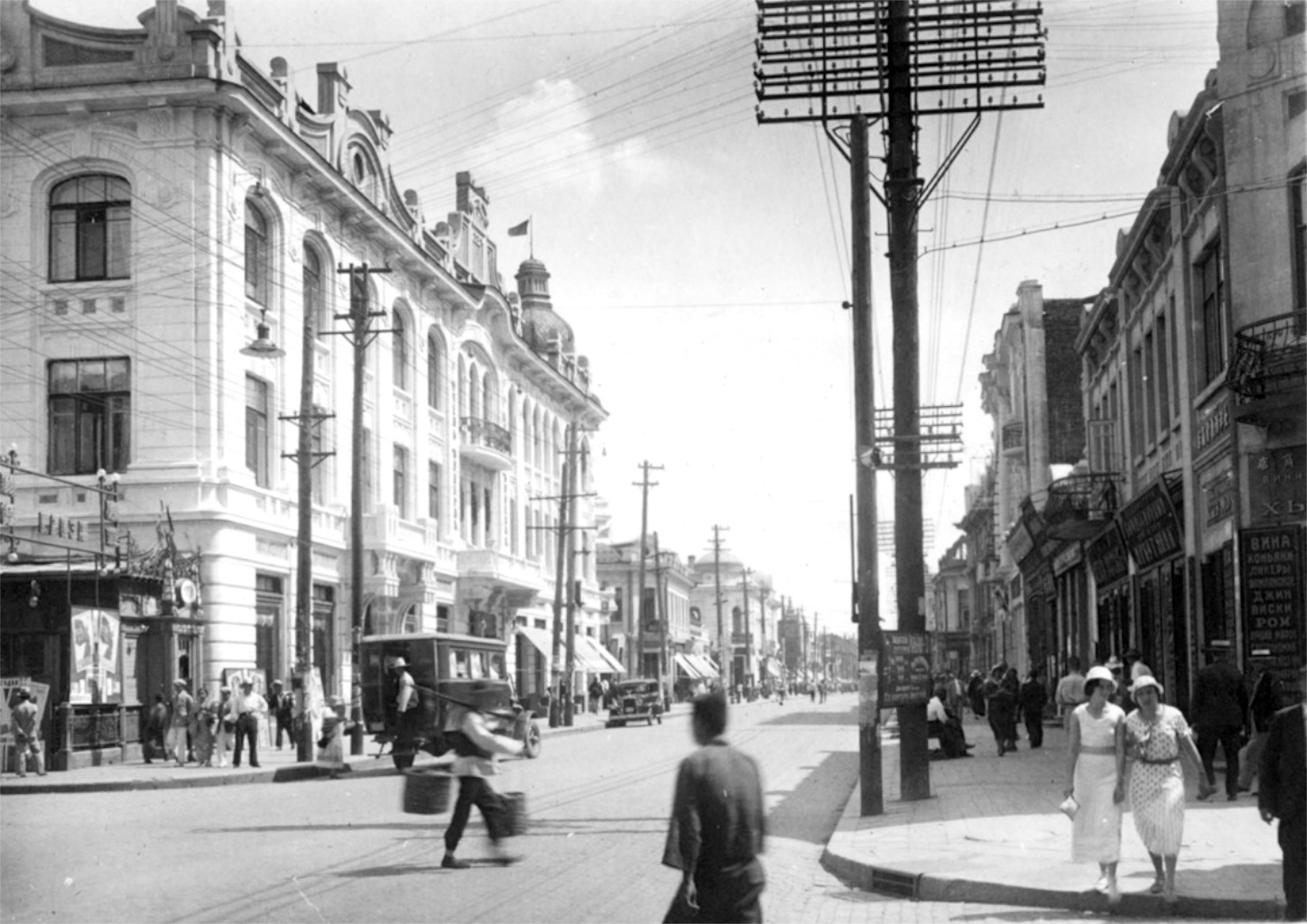
Le cœur cosmopolite de Harbin dans les années 1920.

La Mandchourie, en tant que lieu d'une enfance heureuse mais aussi celui de la mort de son père, est une région importante dans l'œuvre d'Ueda ; l'autrice ne retournera jamais dans la région, même si elle a visité plusieurs fois la Chine après la guerre.
L'œuvre principale de la mangaka, Fuichin-san, est située en Mandchourie lors de la domination japonaise ; la région y est dépeinte comme prospère, heureuse et cosmopolite. Les personnages principaux, Fuichin et Li Chu, sont chinois tandis que les autres personnages de l'œuvre sont majoritairement chinois ou russes, et très peu japonais. Yoriko Kume, universitaire en lettres japonaises, voit dans cette œuvre une tentative pour l'autrice de transcender la réalité en offrant un univers idyllique où les conflits entre nations et où les malheurs de la colonisation n'existent pas. Yoshitomo Nara y voit quant à lui une forme d'humanisme, un monde d'enfants qui ne connaissent pas encore les préjugés.
En dehors des mangas, Ueda témoigne de son histoire en 1995 dans l'ouvrage Boku no Manshū (Ma Mandchourie), dans lequel divers autres mangakas, comme Tetsuya Chiba ou Fujio Akatsuka, racontent leurs expériences de la région et du rapatriement. Ueda participe aussi à l'élaboration du roman Omoki nagare ni (重き流れに) d'Ineko Sata en dessinant les croquis préliminaires ; Sata est une amie de la famille Ueda et a conçu ce roman à partir de l'histoire de la famille en Mandchourie.

### Distinctions
De son vivant, Ueda voit son œuvre primée à trois reprises. Elle reçoit ainsi le 5e prix Shōgakukan  en 1959 pour Fuichin-san et Bonko-chan, puis deux fois le prix de l'Association des auteurs de bande dessinée japonais, avec le 18e prix d'excellence en 1989 pour Ako-bāchan et le 32e prix du ministre de l'Éducation, de la Culture, des Sports, des Sciences et de la Technologie en 2003 pour l'ensemble de sa carrière.
En outre, Ueda a été cinq fois membre du jury pour le prix du manga décerné par le quotidien Yomiuri shinbun.

### Noms de plume
Née Toshiko Ueda (上田俊子), l'autrice a utilisé tout au long de sa carrière trois noms de plume, qui se lisent tous « Ueda Toshiko », mais dont l'orthographe diffère :
- 上田としこ : principalement utilisé dans les magazines shōjo ;
- 上田とし子 : principalement utilisé dans les journaux « grand public » ;
- 上田トシコ : utilisé plus tardivement.

## Postérité
Toshiko Ueda est, avec sa consœur Machiko Hasegawa, l'une des rares femmes mangakas à avoir commencé sa carrière avant la guerre ; malgré cela, sa carrière est restée dans l'ombre de celle de Hasegawa et ainsi peu d'études ont été réalisées sur Ueda ou son œuvre, au point que certaines biographies sur l'autrice considèrent qu'elle a commencé sa carrière après la guerre.
Pour autant, l'importance de la mangaka dans le segment du shōjo manga lors des années 1950 et 1960 ne fait pas de doute ; ainsi lors de la seconde moitié des années 1950, Fuichin-san jouit d'une popularité similaire à celle de Princesse Saphir d'Osamu Tezuka. De par son statut de pionnière et de par l'influence qu'elle exerce sur le shōjo manga de l'époque, certains commentateurs, comme le journaliste Kanta Ishida, la considèrent comme la « mère du shōjo manga ».
Elle exerce en outre une influence directe sur des mangakas tels que Fumiko Takano ou Motoka Murakami, qui lui dédie notamment Fuichin zaijian! (フイチン再見!), un manga biographique en 10 volumes qui retrace la vie de l'autrice, publié entre 2013 et 2017 dans le Big Comic Original.